# Gonomyia (Gonomyia) subaffinis
Gonomyia (Gonomyia) subaffinis is een tweevleugelige uit de familie steltmuggen (Limoniidae). De soort komt voor in het Oriëntaals gebied.